# Godofredo de Lusignan
Godofredo de Lusignan (1150 - 1224), conde de Jaffa y Ascalón (1186-1193), señor de Vouvant y Mervent, de Montcontour y Soubise, hijo de Hugo VIII el Viejo, señor de Lusignan y Borgoña de Rançon.
Llegó a Tierra Santa, y cuando su hermano Guido se convirtió en rey de Jerusalén, recibió el Condado de Jaffa y Ascalón.  Luchó en la batalla de Hattin y fue hecho prisionero.   Renunció a su condado cuando su hermano murió y regresó a Europa.
Se casó con:
1) antes de 1200 con Eustaquia de Chabot, heredera de los feudos en Vouvant y Mervent, con quien tuvo.
Godofredo II, señor de Vouvant y Mervent, y Montcontour identificado por la novela de Jean d'Arras, en 1400, el personaje formidable de Geoffroy Grand'Dent, hijo del hada Melusina
2) en 1202 con Humberge de Limoges, hija de Ademar V, vizconde de Limoges y de Sarra de Cornouailles.
Guillermo